# Perevalivka, Sudak
Perevalivka (în ucraineană Перевалівка) este un sat în comuna Hrușivka din orașul regional Sudak, Republica Autonomă Crimeea, Ucraina.

## Demografie
Componența lingvistică a localității Perevalivka
     Rusă (54,44%)
     Tătară crimeeană (37,55%)
     Ucraineană (6,99%)
     Alte limbi (0,15%)
Conform recensământului din 2001, majoritatea populației localității Perevalivka era vorbitoare de rusă (54,44%), existând în minoritate și vorbitori de tătară crimeeană (37,55%) și ucraineană (6,99%).